# Melitaea garumna
Melitaea garumna är en fjärilsart som beskrevs av Ruggero Verity 1929. Melitaea garumna ingår i släktet Melitaea och familjen praktfjärilar. Inga underarter finns listade i Catalogue of Life.